# Silene cythnia
Silene cythnia är en nejlikväxtart som först beskrevs av Halácsy, och fick sitt nu gällande namn av Walters. Silene cythnia ingår i släktet glimmar, och familjen nejlikväxter. Inga underarter finns listade i Catalogue of Life.